# Ayuntamiento de Crevillente
El Ayuntamiento de Crevillente (en valenciano: Ajuntament de Crevillent) es el órgano encargado del gobierno y administración del municipio de Crevillente, situado en la provincia de Alicante, Comunidad Valenciana, España. Está presidido por el alcalde. En 2023 ocupa dicho cargo Lourdes Aznar, del PP.

## Alcaldes
| Periodo   | Nombre                       | Partido                                         |
| --------- | ---------------------------- | ----------------------------------------------- |
| 1979-1983 | Emilio Muñoz Giménez         | Partido Comunista de España (PCE)               |
| 1983-1987 | Francisco Llopis Sempere     | Partit Socialista del País Valencià (PSPV-PSOE) |
| 1987-1991 | Francisco Llopis Sempere     | Partit Socialista del País Valencià (PSPV-PSOE) |
| 1991-1995 | Francisco Llopis Sempere     | Partit Socialista del País Valencià (PSPV-PSOE) |
| 1995-1999 | César Augusto Asencio Adsuar | Partido Popular (PP)                            |
| 1999-2003 | César Augusto Asencio Adsuar | Partido Popular (PP)                            |
| 2003-2007 | César Augusto Asencio Adsuar | Partido Popular (PP)                            |
| 2007-2011 | César Augusto Asencio Adsuar | Partido Popular (PP)                            |
| 2011-2015 | César Augusto Asencio Adsuar | Partido Popular (PP)                            |
| 2015-2019 | César Augusto Asencio Adsuar | Partido Popular (PP)                            |
| 2019-2023 | José Manuel Penalva Casanova | Compromís                                       |
| 2023-act. | Lourdes Aznar                | Partido Popular (PP)                            |

## Pleno
| Partido político    | Partido político                                                          | 2023   | 2019   | 2015   | 2011   | 2007   | 2003   | 1999   | 1995   | 1991   | 1987   | 1983   | 1979   |
| Partido político    | Partido político                                                          | Ediles | Ediles | Ediles | Ediles | Ediles | Ediles | Ediles | Ediles | Ediles | Ediles | Ediles | Ediles |
|                     | Compromís                                                                 | 8      | 5      | 5      | 3      | —      | —      | —      | —      | —      | —      | —      | —      |
|                     | Partido Popular (PP)-Alianza Popular (AP)                                 | 8      | 7      | 9      | 13     | 14     | 14     | 13     | 10     | 6      | 6      | 5      | 5      |
|                     | Vox                                                                       | 3      | 2      | —      | —      | —      | —      | —      | —      | —      | —      | —      | —      |
|                     | Partit Socialista del País Valencià (PSPV-PSOE)                           | 2      | 4      | 3      | 3      | 5      | 4      | 4      | 5      | 8      | 9      | 8      | 7      |
|                     | Esquerra Republicana del País Valencià (ERPV)                             | —      | 2      | —      | —      | 0      | —      | —      | —      | —      | —      | —      | —      |
|                     | Esquerra Unida del País Valencià (EUPV)-Partido Comunista de España (PCE) | —      | 1      | 1      | 1      | —      | 3      | 3      | 5      | 5      | 4      | 6      | 7      |
|                     | Ciudadanos (CS)                                                           | —      | 1      | 2      | —      | —      | —      | —      | —      | —      | —      | —      | —      |
|                     | Falange Española de las JONS (FE de las JONS)                             | —      | —      | —      | —      | —      | —      | 1      | 1      | 2      | 1      | 1      | —      |
|                     | Centro Democrático y Social (CDS)-Unión de Centro Democrático (UCD)       | —      | —      | —      | —      | —      | —      | —      | —      | 0      | 1      | —      | 2      |
| Total de concejales | Total de concejales                                                       | 21     | 21     | 21     | 21     | 21     | 21     | 21     | 21     | 21     | 21     | 21     | 21     |

## Resultados electorales
| Partido político                                | 2023  | 2023  | 2023       | 2019  | 2019  | 2019       | 2015  | 2015  | 2015       | 2011  | 2011  | 2011       | 2007  | 2007  | 2007       |
| Partido político                                | Votos | %     | Concejales | Votos | %     | Concejales | Votos | %     | Concejales | Votos | %     | Concejales | Votos | %     | Concejales |
| Compromís                                       | 5656  | 38,76 | 8          | 3065  | 22,35 | 5          | 3203  | 22,26 | 5          | 1874  | 12,91 | 3          | —     | —     | —          |
| Partido Popular (PP)                            | 5275  | 36,15 | 8          | 4479  | 32,66 | 7          | 5299  | 36,82 | 9          | 8290  | 57,09 | 13         | 8605  | 58,06 | 14         |
| Vox                                             | 1890  | 12,95 | 3          | 1209  | 8,81  | 2          | —     | —     | —          | —     | —     | —          | —     | —     | —          |
| Partit Socialista del País Valencià (PSPV-PSOE) | 1654  | 11,33 | 2          | 2413  | 17,59 | 4          | 1893  | 13,15 | 3          | 2489  | 17,14 | 3          | 3436  | 23,18 | 5          |
| Esquerra Republicana del País Valencià (ERPV)   | —     | —     | —          | 1337  | 9,74  | 2          | —     | —     | —          | —     | —     | —          | 456   | 3,08  | 0          |
| Ciudadanos (CS)                                 | —     | —     | —          | 1125  | 8,20  | 1          | 1355  | 9,42  | 2          | —     | —     | —          | —     | —     | —          |
| Esquerra Unida del País Valencià (EUPV)         | —     | —     | —          | —     | —     | —          | 1324  | 9,20  | 2          | 1292  | 8,90  | 2          | 1794  | 12,10 | 2          |

## Evolución de la deuda viva municipal
El concepto de deuda viva contempla sólo las deudas con cajas y bancos relativas a créditos financieros, valores de renta fija y préstamos o créditos transferidos a terceros, excluyéndose, por tanto, la deuda comercial.
| Gráfica de evolución de la deuda viva del Ayuntamiento entre 2008 y 2023                              |
| |
| Deuda viva del Ayuntamiento de Crevillente, en miles de euros, según datos del Ministerio de Hacienda |